# آرایش تاکتیکی
آرایش تاکتیکی (انگلیسی: Tactical formation) در عملیات‌های نظامی، به معنای آرایش یا استقرار نیروهای نظامی یا انتظامی متحرک مانند پیاده‌نظام، سواره نظام، خودروهای زرهی سبک، هواپیماهای نظامی یا کشتی‌های دریایی است.
آرایش‌های تاکتیکی برای نخستین بار در جوامع قبیله‌ای، مانند پوآ رره مائوری‌ها، مورد استفاده قرار گرفت. ارتش‌های یونان باستان و روم باستان، آرایش‌های پیاده‌نظام منظم و مؤثری را توسعه دادند. آرایش‌های باستانی یا قرون وسطایی شامل دیوارهای سپری، فالانژها (خطوط نبرد با نظم نزدیک)، آرایش‌های تستودو و خطوط درگیری بود. تأکید مجدد بر آرایش‌های نظامی با استفاده گسترده از سلاح گرم در انقلاب نظامی اروپا در اوایل دوره مدرن صورت گرفت. نمونه‌ای از آرایش تاکتیکی در نبردهای نوین؛ آرایش پروازی است.